# Kamikaze (attraction)
Pour les articles homonymes, voir Kamikaze (homonymie).

Video d'un Kamikaze dans le parc Expoflora à Holambra, São Paulo.

Un Kamikaze (aussi connu sous le nom Double-Arm Ranger ou The Apollo) est une attraction de type pendule, principalement utilisée dans les fêtes foraines et parfois les parcs d'attractions, conçue par Far Fabbri. La première fut présentée en 1984 et depuis plus de 150 Kamikazes ont été vendus par la société.
Le Kamikaze, comme le Ranger dont il dérive, a la particularité de ne pas avoir de support en A et se rapproche donc techniquement plus des manèges rotatifs horizontaux. Toutefois la première partie de l'attraction utilise un système de balancement pendulaire avant d'effectuer des rotations.

## Concept et opération

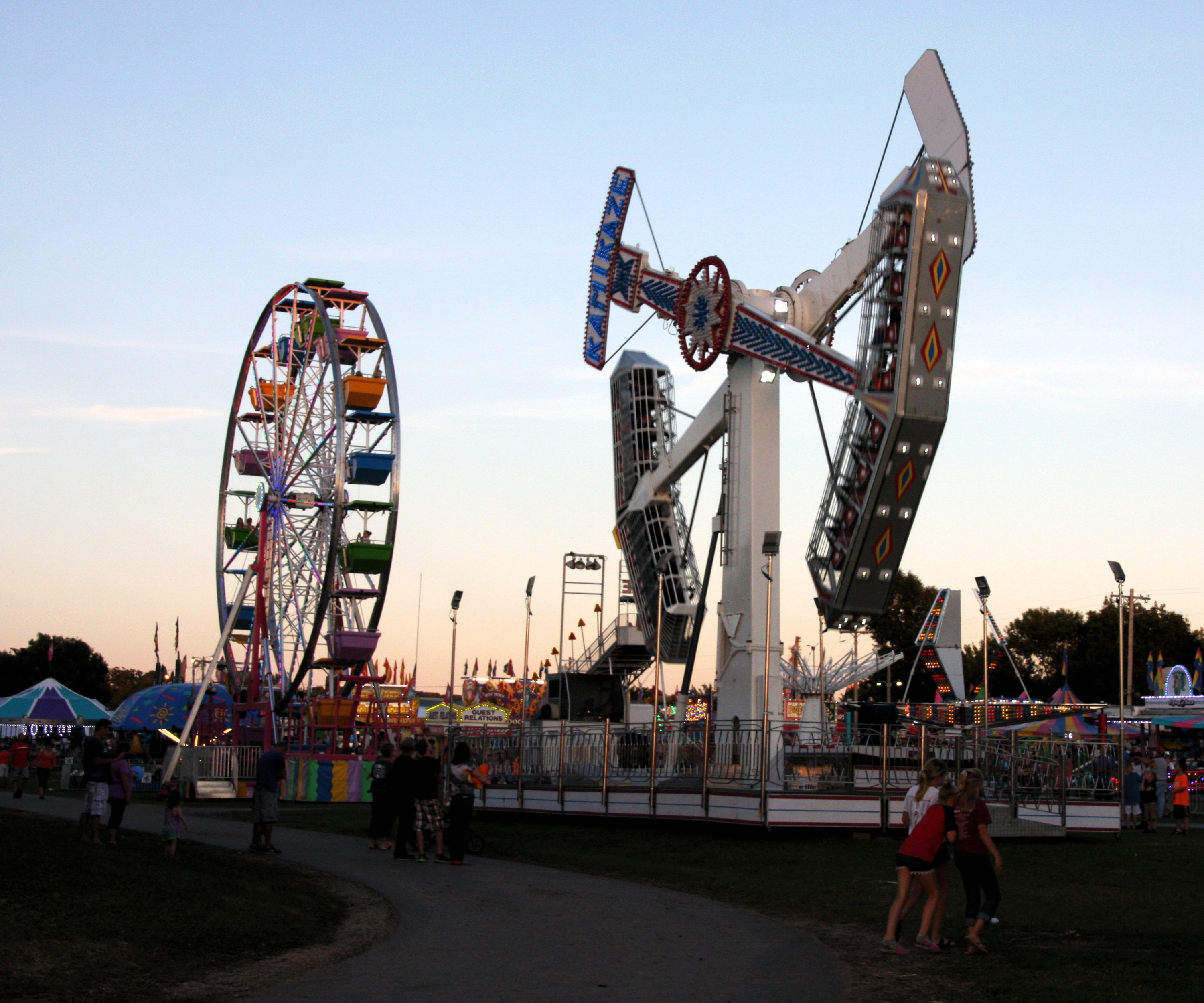
Un kamikaze installé dans une fête foraine à St. Charles dans le Minnesota.

L'attraction consiste en une tour unique, supportant deux nacelles de 16 passagers placées chacune à la même extrémité d'un des deux bras rotatifs. Les passagers sont disposés par rangée de 2 de part et d'autre du bras. Les quatre rangées de gauche font face à gauche et celles de droites à droite.
Durant l'attraction, les passagers sont d'abord balancés d'avant en arrière avant que les bras réalisent des rotations complètes, les passagers se trouvant avec la tête en bas au sommet du cercle décrit pas le bras. Les bras sont indépendants mais reliés au moteur. Ils tournent dans le sens inverse l'un de l'autre.
Les passagers sont attachés par un harnais aux épaules ainsi que par une barre secondaire au niveau des genoux. De l'air comprimé permet de bloquer le harnais, complété par un système de sécurité mécanique en cas de coupure du système électrique. En cas d'absence d'air comprimé, le harnais est ainsi bloqué assurant la sécurité des passagers quelle que soit la position des nacelles. La nacelle est aussi sécurisée : les côtés sont constitués de barres de métal permettant au voir l'extérieur sans la possibilité de tomber.
L'attraction possède des restrictions de poids et de taille. Les seuls cas de décès rencontrés sur ce type d'attraction se sont avérés être dû à une absence de suivi des restrictions ou à une entorse de ces règles accordé par l'opérateur ou le personnel d'accueil.
La totalité de l'attraction peut être placé sur un camion de 12 m de long qui nécessite toutefois un permis de conduire spécial (dans plusieurs pays dont les États-Unis). Le montage ou le démontage nécessite près de cinq heures à deux ouvriers entraînés.

## Variantes
Plusieurs sociétés produisent des variantes de l'attraction dont A.R.M, Topfun, Meisho, Mondial et Vekoma.

## Attractions de ce type
- Australie - au moins trois Pharaoh's Revenge à Luna Park Melbourne, et deux versions mobiles (Shockwave, Ranger).
- Brésil - plusieurs versions mobiles
- Nouvelle-Zélande - au moins une version mobile.
- États-Unis - d'après des représentants de Far Fabbri au Texas, il y aurait plus de 50 versions de l'attraction à travers les États-Unis.
- France une version mobile qui circule dans les grandes fête foraines françaises.
- Canada l'Astronef à La Ronde (Québec), Montréal, qui n'est maintenant plus en opération)
- Émirats arabes unis le Sky flyer au parc d'attractions Hili Fun City à Al Ain, dans l'émirat d' Abou DAbi, à environ 150 km de Dubaï